# Sabaria lilacina
Sabaria lilacina är en fjärilsart som beskrevs av W. Warren 1901. Sabaria lilacina ingår i släktet Sabaria och familjen mätare. Inga underarter finns listade.